# Dell Venue Pro
Dell Venue Pro — коммуникатор производства компании Dell, работающий под управлением операционной системы Windows Phone 7. Отличительной особенностью коммуникатора является наличие полноценной QWERTY-клавиатуры и 4,1-дюймового AMOLED-дисплея.

## Запуск
Впервые о коммуникаторе стало известно 21 апреля 2010 года, когда в Сеть утекла информация о разработке Dell под названием Lightning. Компания Dell вошла в список привилегированных партнёров Microsoft, которые имели право начать продажи своих устройств одновременно с анонсом Windows Phone 7. 11 октября 2010 года на официальном блоге состоялся официальный анонс устройства для США.
8 ноября 2010 года состоялся старт продаж первых устройств под управлением Windows Phone 7, но Dell Venue Pro был выпущен в ограниченном количестве и продавался в немногочисленных магазинах Microsoft Store. Среди первых обладателей устройства сразу нашлось большое количество недовольных, которые заметили несколько досадных ошибок с Wi-Fi, SIM-картами и аккумуляторами, на которых значилось Инженерный образец. Dell подтвердила недочёты и предложила обменять бракованные устройства. Таким образом, компания, по сути, пропустила обе даты запуска продаж — 8 ноября по США и 15 ноября запуск Интернет-продаж. Компания перенесла продажи на более поздний срок, оправдывая это необходимостью улучшить устройство и расширить масштабы производства.
В начале декабря Dell начала принимать заказы, назначив всеобщий старт продаж на 9 декабря, но затем перенесла старт продаж на 15 декабря. Затем, однако, оказалось, что компания не смогла подготовиться и к этой дате, объявив 14 декабря, что устройство не готово к продажам в связи с ошибками, что вызвало настоящий шквал недовольства среди уже заказавших устройство покупателей, которые были возмущены очередным переносом на январь 2011. Сложившаяся ситуация дала благодатную почву для ряда скептиков, заявивших, что Windows Phone 7 абсолютно непригодна для корпоративных пользователей, которым необходима стабильность и надёжность, из-за такого отношения к изготовлению и продажам устройств. Компания попыталась извиниться перед недовольными покупателями, организовав раздачу подарков в виде беспроводных гарнитур, но негодование клиентов разгорелось с новой силой, когда стало известно о том, что компания не смогла до января исправить неполадки, перенеся старт продаж на середину февраля из-за ошибок в операционной системе Windows Phone 7. Тем не менее, в Индии коммуникатор начал продаваться 3 февраля 2011, то есть, несколько ранее намеченных для США и Великобритании дат, что спровоцировало недоумение ряда покупателей Dell Venue Pro сложившейся ситуацией. При этом, пользователи, купившие ещё в 2010 году Dell Venue Pro, обрушились на Dell и Microsoft с новой волной критики, вызванной тем, что выданные взамен бракованных устройства зависают, имеют проблемы с Wi-Fi и нестабильно работают. По неофициальным данным всеобщий старт продаж (США и Великобритания) предварительно назначен на март 2011 года, никаких данных о начале продаж в России пока нет.

## Описание
Смартфон представляет собой вертикальный слайдер с выдвижной QWERTY-клавиатурой построенный на процессоре Qualcomm Snapdragon с частотой 1 ГГц. Сенсорный AMOLED дисплей смартфона имеет размер 4,1 дюйма со стеклом Gorilla Glass. Смартфон имеет 5-мегапиксельную основную камеру с автофокусом и LED-вспышкой и поставляется с внутренней памятью в 8 или 16 гигабайт.

## Обзоры в прессе
- Юрий Стрельченко. Dell Venue Pro: WP7-смартфон с суперзащищенным стеклом. СОТОВИК (12 октября 2010). Дата обращения: 8 февраля 2011.
- Stuart Miles. First Look: Dell Venue Pro review (англ.). Pocket-lint (13 октября 2010). Дата обращения: 8 февраля 2011. Архивировано 26 мая 2012 года.
- Неизвестный редактор. Dell Venue Pro Review (англ.). phoneArena.com (21 декабря 2010). Дата обращения: 8 февраля 2011. Архивировано 26 мая 2012 года.
- Искандер Гиниятуллин. Обзор Dell Venue Pro. Ламборгини среди телефонов. habrahabr.ru (31 августа 2011). Дата обращения: 31 августа 2011. Архивировано 26 мая 2012 года.
- Неизвестный редактор. Обзор Dell Venue Pro. w7ph.ru (31 августа 2011). Дата обращения: 1 сентября 2011. Архивировано 26 мая 2012 года.